# Tár
Pour les articles homonymes, voir Tar.
Pour plus de détails, voir Fiche technique et Distribution.
Tár est un drame psychologique américano-allemand écrit et réalisé par Todd Field, sorti en 2022.
Le film est présenté en compétition officielle à la Mostra de Venise 2022, où Cate Blanchett remporte la coupe Volpi de la meilleure interprétation féminine,.
Le film suit Lydia Tár, une cheffe d'orchestre de renommée internationale, en même temps qu'une femme de pouvoir. Des évènements vont venir ébranler sa vie.
Le film est nommé six fois aux Oscars et aux BAFTAS, ainsi que trois fois aux Golden Globes.
Cate Blanchett remporte le Golden Globe de la meilleure actrice dans un film dramatique ainsi que sa 8e nomination à l'Oscar de la meilleure actrice pour la 95e cérémonie des Oscars.

## Synopsis
Lydia Tár est la cheffe d'orchestre d'un prestigieux orchestre berlinois manifestement inspiré de l'Orchestre Philharmonique de Berlin. Au début du film, elle se trouve à New York, et est interviewée en public par Adam Gopnik pour le compte du magazine The NewYorker. Son grand projet est de réaliser l'enregistrement en public de la 5e symphonie de Gustav Mahler pour le compte de Deutsche Grammophon.
Lydia Tár se rend ensuite à un déjeuner avec Eliot Kaplan, un mécène et chef d'orchestre amateur. Il soutient financièrement la fondation Accordion créée par Lydia Tár pour soutenir de jeunes femmes cheffes d'orchestre. Toutes les participantes de ce programme ont percé dans le monde de la musique classique, sauf une, Krista Taylor. Tár estime que c'est en raison de sa personnalité difficile. Elle fait également part à Kaplan de son intention de se séparer de son adjoint, Sebastian Brix, qu'elle estime ne plus être à la hauteur.
Tár donne ensuite une masterclass à la Juilliard School. Elle se confronte à un étudiant qui déclare ne pas s'intéresser à Jean-Sébastien Bach ni aux compositeurs mâles, blancs, misogynes et cisgenres en général. Elle le critique violemment et il quitte l’amphithéâtre, furieux.
Elle retourne ensuite à Berlin où elle retrouve sa compagne, Sharon, qui est également premier violon dans son orchestre, et leur fille Petra. Une audition à l'aveugle doit être organisée pour un ou une violoncelliste. Juste avant l'audition, elle croise une jeune fille aux toilettes. Lors de l'audition, elle la reconnait à ses chaussures, que l'on voit sous la paroi séparant les candidates et candidats des évaluateurs. Elle augmente alors sa note et la candidate, Olga Metkina, est retenue.
Quelques jours après, Lydia Tár invite la jeune violoncelliste au déjeuner traditionnel entre nouvelles recrues et chef d'orchestre. Olga Metkina lui dit que c'est le concerto pour violoncelle d'Edward Elgar qui est à l'origine de sa vocation, surtout son interprétation par Jacqueline du Pré. Elle lui donne le lien d'une vidéo sur Internet où on la voit interpréter cette œuvre avec un orchestre russe de jeunes musiciens.
Lors de la répétition suivante, Tár annonce à l'orchestre qu'elle a choisi l’œuvre qui accompagnera la 5e symphonie de Mahler lors du concert pendant lequel aura lieu l'enregistrement, et qu'il s'agit du concerto pour violoncelle d'Elgar. Elle annonce également que le ou la soliste sera un membre de l'orchestre, mais qu'au lieu de choisir d'office la première violoncelliste, il sera procédé à des auditions. Cette procédure inhabituelle froisse certaines susceptibilités, surtout celle de la première violoncelliste. La jeune Olga ne devrait pas en principe prendre part à l'audition car son engagement doit être confirmé par un vote de l'orchestre, mais elle y participe quand même, et est choisie pour être la soliste.
Francesca Lentini, l'assistante de Tár, lui annonce bouleversée une terrible nouvelle : Krista Taylor s'est suicidée. Lydia Tár lui demande immédiatement de supprimer de sa messagerie tous les messages que lui a envoyés la jeune femme. Elle les supprime de sa propre messagerie, et on peut constater que Tár a systématiquement donné des avis très négatifs sur Krista Taylor à tous les orchestres qui envisageaient de la recruter. La cheffe d'orchestre informe également Sebastian Brix de son intention de le remplacer. Furieux, celui-ci l'accuse de favoritisme. Il est convaincu qu'elle va le remplacer par Francesca parce qu'elle a une relation sexuelle avec elle. Tár estime par contre que Francesca n'est pas une candidate suffisamment qualifiée. Elle en informe Francesca, qui abandonne son poste subitement dès le lendemain.
L'état de santé psychique de Tár se détériore : elle entend des cris de femme dans le lointain, a des cauchemars.
Une vidéo de l'intervention de Tár à la Juilliard School, avec des coupures, qui donne une version déformée de ses propos, circule sur Internet. Un article dans le New York Post l'accuse d'abus de pouvoir et de harcèlement sexuel. Tár est convoquée par la direction de son orchestre. Elle part pour New York, où elle doit comparaître devant la justice, car les parents de Krista Taylor ont intenté une action judiciaire contre elle. Elle doit également participer au lancement d'un livre qu'elle a écrit, mais l'événement est perturbé par des manifestants hostiles.
Ses relations avec Sharon se détériorent, Tár s'installe dans son deuxième appartement, qui lui servait normalement uniquement pour le travail, et Sharon l'empêche de voir leur fille Petra.
Le jour du concert durant lequel l'enregistrement de la Deutsche Grammophon sera réalisé, le public afflue. Lorsque les premières notes de la symphonie de Mahler retentissent, Tár entre furieusement dans la salle et constate qu'Eliot Kaplan s'est installé au pupitre de chef d'orchestre et dirige l'orchestre. Elle ordonne à l'orchestre de la suivre, agresse physiquement Kaplan, et est finalement évacuée de force par le personnel de la sécurité. Elle retourne ensuite aux États-Unis, où il lui est conseillé de se faire oublier quelque temps.
Tár retrouve finalement un poste dans un pays d'Asie du Sud-Est, où elle dirige la musique du jeu vidéo Monster Hunter devant un public de cosplayers.

## Fiche technique
Sauf indication contraire, les informations mentionnées dans cette section peuvent être confirmées par la base de données cinématographiques IMDb,  présente dans la section « Liens externes ».
- Titre original et francophone : Tár
- Réalisation et scénario : Todd Field
- Musique : Hildur Guðnadóttir
- Direction artistique : Patrick Herzberg et Petra Ringleb
- Décors : Marco Bittner Rosser
- Costumes : Bina Daigeler
- Photographie : Florian Hoffmeister
- Montage : Monika Willi
- Production : Todd Field, Scott Lambert et Alexandra Milchan
  - Production déléguée : Cate Blanchett, Phil Hunt, Stephen Kelliher, Marcus Loges, Compton Ross, David L. Schiff, Uwe Schott et Nigel Wooll
- Sociétés de production : Standard Film Company et EMJAG Productions
- Sociétés de distribution : Focus Features (États-Unis), Universal Pictures International (Allemagne, France)
- Pays de production :  États-Unis,  Allemagne
- Langue originale : anglais (certains dialogues en allemand)
- Format : couleur — 2,35:1
- Genre : drame psychologique
- Durée : 158 minutes
- Dates de sortie :
  - Italie : 1er septembre 2022 (Mostra de Venise)
  - États-Unis : 7 octobre 2022
  - Québec : 21 octobre 2022[3]
  - France : 25 janvier 2023
  - Allemagne : 23 février 2023 (Berlinale) ; 2 mars 2023 (sortie nationale)

## Distribution
- Cate Blanchett (VF : Isabelle Gardien ; VQ : Nathalie Coupal) : Linda, dite « Lydia » Tár
- Noémie Merlant (VF : elle-même ; VQ : Dominique Laniel) : Francesca Lentini, assistante de Lydia Tár
- Nina Hoss (VF : Marianne Basler ; VQ : Valérie Gagné) : Sharon Goodnow, premier violon solo et épouse de Lydia Tár
- Sophie Kauer (de) (VF : Viktoria Kozlova ; VQ : Geneviève Bédard) : Olga Metkina, jeune violoncelliste / recrue
- Julian Glover (VF : Didier Flamand ; VQ : Jean-Marie Moncelet) : Andris Davis, prédécesseur de Lydia Tár
- Allan Corduner (VF : Michel Vuillermoz ; VQ : Marc Bellier) : Sebastian Brix, directeur musical / chef assistant
- Mark Strong (VF : Bernard Gabay ; VQ : Marc-André Bélanger) : Eliot Kaplan, chef d'orchestre
- Adam Gopnik (en) (VF : Arnaud Bedouët ; VQ : Alain Zouvi) : lui-même (critique d'art)
- Mila Bogojevic (VF : Inès Vain) : Petra,  fille de Lydia / Sharon
- Zethphan Smith-Gneist (de) (VF : Makita Samba) : Max (étudiant à Juilliard)
- Sylvia Flote : Krista Taylor,  jeune cheffe d'orchestre, boursière, ancienne étudiante de Lydia Tár
- Sydney Lemmon (en) (VF : Sanda Codreanu) : Whitney Reese
- Marie-Lou Sellem (VF : Andrea Schieffer ; VQ : Christine Bellier) : Britta Menges
- Alec Baldwin : lui-même, interviewant Lydia dans son podcast (voix)

 Source et légende : version française (VF) sur RS Doublage et carton du doublage français ; version québécoise (VQ) sur doublage.qc.ca

## Production

### Genèse et développement
En avril 2021, on annonce que Cate Blanchett est l'actrice principale du film, et que Todd Field est scénariste et réalisateur,. Dans un communiqué accompagnant l'extrait du film en août 2022, Todd Field raconte qu'il avait écrit le scénario spécialement pour Cate Blanchett, et que si elle avait refusé, « le film n'aurait jamais vu le jour ».
En septembre 2021, Nina Hoss et Noémie Merlant sont engagées, et Hildur Guðnadóttir est la compositrice du film.

### Tournage
Le tournage commence en août 2021 à Berlin, en Allemagne. Dans un entretien avec The Guardian en octobre, Mark Strong révèle que le tournage est terminé. En novembre, on apprend que Sophie Kauer, Julian Glover, Allan Corduner et Sylvia Flote font partie de la distribution du film. Sophie Kauer est une violoncelliste classique germano-britannique qui a étudié à la Royal Academy of Music.

## Accueil

### Festivals et sorties
Tár est présenté en avant-première mondiale à la Mostra de Venise, le 1er septembre 2022 et au festival du film de Telluride, le 3 septembre de la même année. Le film a pour sortie limitée le 7 octobre 2022, avant de le développer à grande échelle le 28 octobre,.

### Critiques
Le film crée quelques remous dans le milieu musical, certains lui reprochant l'image qu'il donne de la direction d'orchestre.
Sinon, le film est loué par le réalisateur Martin Scorsese, qui lui attribue le mérite d'avoir « percé les nuages » pesant sur un cinéma américain qu'il juge moribond, notamment grâce à la mise en scène de Todd Field.
En France, le site Allociné propose une moyenne de 4,1⁄5, fondée sur 32 critiques de presse.
L'Obs donne trois étoiles sur quatre, soulignant l’interprétation de Cate Blanchett. Sur le site Rotten Tomatoes, le film obtient un tomatometer de 90 % basé sur 334 critiques.

### Box-office
| Pays ou région    | Box-office      | Date d'arrêt du box-office | Nombre de semaines |
| ----------------- | --------------- | -------------------------- | ------------------ |
| États-Unis Canada | 6 773 650 $     | 16 mars 2023               | 22                 |
| France            | 319 357 entrées | 4 avril 2023               | 10                 |
| Total mondial     | 29 071 318 $    | -                          | -                  |

## Distinctions

### Récompenses
- Mostra de Venise 2022 : Coupe Volpi de la meilleure interprétation féminine pour Cate Blanchett[24]
- Golden Globes 2023 :  Meilleure actrice dans un film dramatique pour Cate Blanchett[25]
- BAFTA 2023 : Meilleure actrice pour Cate Blanchett

### Sélection
- Mostra de Venise 2022 : sélection officielle, en compétition [24] et en sélection pour le Queer Lion[26]
- Berlinale 2023 : sélection officielle, hors compétition

### Nominations
- Gotham Awards 2022 [27]
  - Meilleur film
  - Meilleure actrice pour Cate Blanchett
  - Meilleure actrice dans un second rôle pour Noémie Merlant et Nina Hoss
  - Meilleur scénario pour Todd Field
- Golden Globes 2023 : 
  - Meilleur film dramatique
  - Meilleur scénario
- Oscars 2023 :
  - Meilleur film
  - Meilleure réalisation
  - Meilleur scénario original
  - Meilleure actrice pour Cate Blanchett
  - Meilleure photographie
  - Meilleur montage